# Danskøya

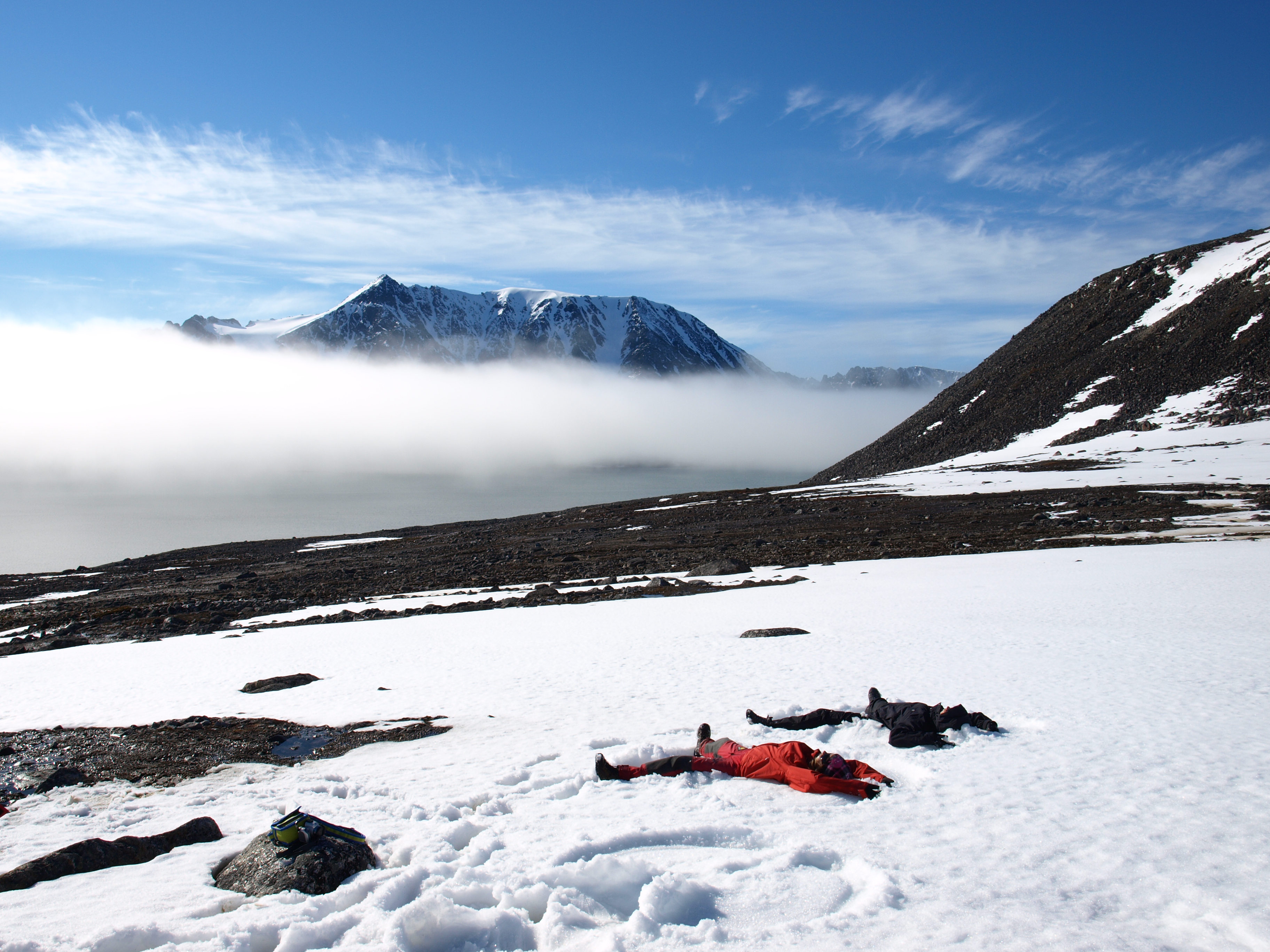
Danskøya em 2008.

Danskøya é uma ilha do arquipélago norueguês de Svalbard, no Oceano Ártico. Está localizada a noroeste da costa de Spitsbergen, a maior ilha do arquipélago, próxima a Magdalenefjorden. Assim como a maioria das ilhas de Svalbard, Danskøya é inabitada. A ilha tem uma área de 40,6 km².

## História
Em 1631 os dinamarqueses estabeleceram uma estação permanente em Kobbefjorden, que foi abandonada em 1658. Outra estação foi estabelecida pelos holandeses em Virgohamna, na região norte de Danskøya, na década de 1630.
A ilha foi o local de onde partiu em 1897 a expedição polar de S. A. Andrée. O balão do explorador caiu em um banco de gelo três dias depois, e após ficar à deriva por três meses, ele e seus dois companheiros de viagem morreram em Kvitøya, também em Svalbard.